# Esmeralda (Goring Thomas)
Esmeralda è un'opera lirica del compositore inglese Arthur Goring Thomas su libretto di Theo Marzials e Alberto Randegger. L'opera, tratta dal romanzo di Victor Hugo Notre-Dame de Paris, esordì sulle scene al Theatre Royal Drury Lane di Londra nel 1883.
L'opera godette di un discreto successo negli ultimi vent'anni del XIX secolo, fu tradotta in francese e in tedesco ed allestita in numerosi teatri europei, australiani e statunitensi, tre cui la Royal Opera House e la Metropolitan Opera House.

## Trama

### Atto I
Nella corte dei miracoli, il poeta Gringoire viene circondato da straccioni e miserabili che lo minacciano di morte nel caso non sposi una delle donne presenti. La bellissima zingara Esmeralda prova compassione per lui e accetta di sposarlo, a patto che il matrimonio non sia consumato. Nel frattempo anche Claude Frollo, l'arcidiacono di Notre-Dame de Paris, si è innamorato di Esmeralda e tenta di farla rapire dal suo protetto Quasimodo, il campanaro deforme della cattedrale. Ma il tentativo di sequestro viene fermato dall'intervento di Phoebus, capitano degli arcieri reali, che si innamora, ricambiato, della bella gitana. Frollo riesce a fuggire ma Quasimodo viene catturato dalle guardie; Esmeralda intercede per lui e il campanaro viene scarcerato. Il gesto compassionevole fa innamorare Quasimodo di lei.

### Atto II
Fleur-de-Lys, fidanzata di Phoebus, sta tenendo una festa in casa propria. Lontano dalla folla degli invitati, Phoebus esamina i suoi sentimenti per Esmeralda, che proprio in quel momento appare nella piazza sottostante e comincia a danzare con i suoi compagni gitani. Quando Fleur-de-Lys la invita ad entrare, Esmeralda e Phoebus si riconoscono: il capitano le dichiara i propri sentimenti davanti a tutti, spezzando così il cuore della padrona di casa.

### Atto III
Gringoire si reca a casa di Esmeralda reclamando i suoi diritti maritali, ma lei lo scaccia con un coltello. Frollo e Quasimodo provano nuovamente a rapire Esmeralda e, per farlo, si nascondono in casa sua mentre Phoebus arriva in visita. Quando Frollo sente Esmeralda e Phobus che si dichiarano il proprio amore l'uno per l'altra, folle di gelosia, pugnala il capitano. La folla irrompe nella stanza e Frollo incolpa dell'assassinio di Phoebus Esmeralda, che viene condotta in prigione.

### Atto IV
Esmeralda è nella sua cella e attende di essere condotta al rogo. Frollo le offre la vita in cambio del suo amore e del suo corpo, ma la giovane rifiuta. Phoebus, in realtà solo ferito, arriva in carcere con Gringoire e Frollo, temendo di essere smascherato, prova a pugnalare il capitano, ma Quasimodo si frappone tra i due e viene ferito mortalmente. Quasimodo muore e Frollo viene arrestato, lasciando così liberi Esmeralda e Phoebus di celebrare il proprio amore.

## La prima
| Personaggio                                    | Profilo vocale | Prima rappresentazione a Londra, 26 marzo 1883 (Direttore: Alberto Randegger) |
| ---------------------------------------------- | -------------- | ----------------------------------------------------------------------------- |
| Esmeralda                                      | soprano        | Georgina Burns                                                                |
| Phoebus de Chateaupers                         | tenore         | Barton McGuckin                                                               |
| Claude Frollo                                  | baritono       | William Ludwig                                                                |
| Quasimodo                                      | baritono       | Leslie Crotty                                                                 |
| Pierre Gringoire                               | tenore         | Ben Davies                                                                    |
| Fleur-de-Lys                                   | soprano        | Clara Perry                                                                   |
| Clopin                                         | baritono       | G.H. Snazelle                                                                 |
| Lady Lois                                      | mezzosoprano   | Leah Don                                                                      |
| Marchese de Chevreuse                          | baritono       | J.H Stillard                                                                  |
| Coro: zingari, mendicanti, invitati alla festa |                |                                                                               |

## Brani celebri
- What would I do for my Queen? - Quasimodo
- O fickle, light-hearted swallow - Esmeralda
- O vision entrancing - Phoebus
- O virginal air - Frollo
- O, have you forgotten the red, red, roses? - Fleur-de-Lys